# Luperodes curvicollis
Luperodes curvicollis es una especie de insecto coleóptero de la familia Chrysomelidae.
Fue descrita científicamente en 1922 por Laboissiere.